# Campeonato Roraimense 2018
El Campeonato Roraimense de 2018 fue la 63ª edición del campeonato de fútbol del estado de Roraima. El Campeonato comenzó el 1 de marzo y terminó el 1 de mayo, y contó con la participación de 8 clubes. El campeón garantizó una plaza en la Copa de Brasil 2019, Copa Verde 2019 y los dos primeros colocados disputaron la Serie D de 2019.

## Primera fase

### Grupo A
| 01 de marzo de 2018 | Atlético Roraima            | 3-0     | Real | Ribeirão, Boa vista |             |
| 19:20               | Mineiro 50' · Hulk 85', 86' | Reporte |      | Árbitro(s):         | Árbitro(s): |

| 02 de marzo de 2018 | GAS                  | 2-2     | Baré          | Ribeirão, Boa vista |             |
| 19:20               | Luiz Carlos 23', 90' | Reporte | Alex 41', 51' | Árbitro(s):         | Árbitro(s): |

| 06 de marzo de 2018 | GAS                                      | 4-0     | Atlético Roraima | Ribeirão, Boa vista |             |
| 21:20               | Robemar 15' · Alex 45', 54' · Heitor 80' | Reporte |                  | Árbitro(s):         | Árbitro(s): |

| 09 de marzo de 2018 | Real                            | 3-3     | Baré                                  | Ribeirão, Boa vista |             |
| 21:20               | Thiago Pará 34', 55' · Iago 89' | Reporte | Bruninho 2' · Stanley 40', 69' (pen.) | Árbitro(s):         | Árbitro(s): |

| 13 de marzo de 2018 | Real | 0-1     | GAS         | Ribeirão, Boa vista |             |
| 19:20               |      | Reporte | Robemar 78' | Árbitro(s):         | Árbitro(s): |

| 16 de marzo de 2018 | Baré | 0-1     | Atlético Roraima | Ribeirão, Boa vista |             |
| 21:20               |      | Reporte | Magson 44'       | Árbitro(s):         | Árbitro(s): |

### Grupo B
| 01 de marzo de 2018 | Progresso | 0-2     | Náutico                  | Ribeirão, Boa Vista |             |
| 21:20               |           | Reporte | Ricardo 14' · Júnior 19' | Árbitro(s):         | Árbitro(s): |

| 02 de marzo de 2018 | São Raimundo                                                       | 5-0     | Rio Negro | Ribeirão, Boa Vista |             |
| 21:20               | Raí 43', 53' · Mira 57' (a.g.) · Lennon 81' (a.g.) · Romanelli 83' | Reporte |           | Árbitro(s):         | Árbitro(s): |

| 06 de marzo de 2018 | Rio Negro | 0-2     | Náutico                      | Ribeirão, Boa Vista |             |
| 19:20               |           | Reporte | Washington 42' · Negueba 70' | Árbitro(s):         | Árbitro(s): |

| 09 de marzo de 2018 | São Raimundo                                                            | 5-1     | Progresso   | Ribeirão, Boa vista |             |
| 19:20               | Raí 29' · Ricardinho 42' · Ribinha 47' · Matheus Tomaz 74' · Felipe 80' | Reporte | Carioca 55' | Árbitro(s):         | Árbitro(s): |

| 13 de marzo de 2018 | Náutico | 0-2     | São Raimudo             | Ribeirão, Boa vista |             |
| 21:20               |         | Reporte | Luã 45+5' · Emerson 49' | Árbitro(s):         | Árbitro(s): |

| 16 de marzo de 2018 | Progresso | 1-1     | Rio Negro | Ribeirão, Boa vista |             |
| 19:20               | Djean 22' | Reporte | Dudé 85'  | Árbitro(s):         | Árbitro(s): |

### Final primera fase
| 20 de marzo de 2018 | São Raimundo                          | 3-0     | GAS | Ribeirão, Boa Vista |             |
| 21:00               | Raí 12' · Ygor 19' · André Arruda 70' | Reporte |     | Árbitro(s):         | Árbitro(s): |

| Taça Boa Vista 2018                 |
| ----------------------------------- |
| São Raimundo-RR Campeón (6º título) |

## Segunda fase

### Partidos
| 23 de marzo de 2018 | Real                 | 2-3     | Rio Negro                      | Estadio Ribeirão, Boa Vista |             |
| 19:20               | Thiago Pará 74', 84' | Reporte | Klebinho 12' · Careca 33', 63' | Árbitro(s):                 | Árbitro(s): |

| 23 de marzo de 2018 | Baré                             | 3-0     | Progresso | Estadio Ribeirão, Boa Vista |             |
| 21:20               | Stanley 10' · Peu 49' · Rian 81' | Reporte |           | Árbitro(s):                 | Árbitro(s): |

| 27 de marzo de 2018 | São Raimundo | 1-1     | GAS         | Estadio Ribeirão, Boa Vista |             |
| 19:20               | Kelvyn 23'   | Reporte | Robemar 62' | Árbitro(s):                 | Árbitro(s): |

| 27 de marzo de 2018 | Atlético Roraima | 0-0     | Náutico | Estadio Ribeirão, Boa Vista |             |
| 21:20               |                  | Reporte |         | Árbitro(s):                 | Árbitro(s): |

| 31 de marzo de 2018 | GAS                                     | 3-1     | Náutico    | Estadio Ribeirão, Boa Vista |             |
| 17:00               | Maycon 45+2' · Garrincha 46' · Alex 55' | Reporte | Adones 34' | Árbitro(s):                 | Árbitro(s): |

| 31 de marzo de 2018 | São Raimundo                                            | 5-0     | Real | Estadio Ribeirão, Boa Vista |             |
| 19:00               | Nilsão 15' · Raí 22', 70' · Emerson 48' · Romanelli 87' | Reporte |      | Árbitro(s):                 | Árbitro(s): |

| 3 de abril de 2018 | Progresso      | 2-3     | Atlético Roraima                 | Estadio Ribeirão, Boa Vista |             |
| 19:20              | Erick 23', 70' | Reporte | Magson 9' · Dico 54' · André 79' | Árbitro(s):                 | Árbitro(s): |

| 3 de abril de 2018 | Rio Negro  | 1-3     | Baré                                     | Estadio Ribeirão, Boa Vista |             |
| 21:20              | Careca 47' | Reporte | Lucas Sudário 67' · Iury 74' · Jonas 85' | Árbitro(s):                 | Árbitro(s): |

| 6 de abril de 2018 | Náutico          | 1-1     | Real            | Estadio Ribeirão, Boa Vista |             |
| 19:20              | Pedro Pipoca 74' | Reporte | Thiago Pará 20' | Árbitro(s):                 | Árbitro(s): |

| 6 de abril de 2018 | GAS                                    | 3-3     | Progresso                    | Estadio Ribeirão, Boa Vista |             |
| 21:20              | Garrincha 29' · Alex 41' · Heictor 77' | Reporte | Matheus 3', 19' · Rômulo 82' | Árbitro(s):                 | Árbitro(s): |

| 10 de abril de 2018 | Atlético Roraima                                    | 5-0     | Rio Negro | Estadio Ribeirão, Boa Vista |             |
| 19:20               | Léo 29' · Sergipe 38' · Magson 54', 63' · Lucas 82' | Reporte |           | Árbitro(s):                 | Árbitro(s): |

| 10 de abril de 2018 | Baré | 0-0     | São Raimundo | Estadio Ribeirão, Boa Vista |             |
| 21:20               |      | Reporte |              | Árbitro(s):                 | Árbitro(s): |

| 13 de abril de 2018 | Real       | 1-4     | Progresso                             | Estadio Ribeirão, Boa Vista |             |
| 19:20               | Rômulo 61' | Reporte | Chris 3', 44' · Iago 8' · Erick 90+1' | Árbitro(s):                 | Árbitro(s): |

| 13 de abril de 2018 | Atlético Roraima | 0-2     | São Raimundo                | Estadio Ribeirão, Boa Vista |             |
| 21:20               |                  | Reporte | Emerson 63' · Romanelli 66' | Árbitro(s):                 | Árbitro(s): |

| 17 de abril de 2018 | Rio Negro              | 2-1     | GAS           | Estadio Ribeirão, Boa Vista |             |
| 19:20               | Atos 9' · Clebinho 31' | Reporte | Garrincha 26' | Árbitro(s):                 | Árbitro(s): |

| 17 de abril de 2018 | Náutico    | 1-2     | Baré                          | Estadio Ribeirão, Boa Vista |             |
| 21:20               | Ricardo 5' | Reporte | Iury 50' · Lucas Borges 90+3' | Árbitro(s):                 | Árbitro(s): |

### Final segunda fase
| 1 de mayo de 2018 | Baré                       | 2-2 (0-3 p.)               | São Raimundo                          | Ribeirão, Boa Vista |             |
|                   |                            | Reporte                    |                                       | Árbitro(s):         | Árbitro(s): |
|                   |                            | Tiros desde el punto penal |                                       |                     |             |
|                   | Peu · Yuri · Lucas Sudário |                            | Ygor · Romanelli · Luã · André Arruda |                     |             |

| Taça Roraima 2018                   |
| ----------------------------------- |
| São Raimundo-RR Campeón (6º título) |

## Final del campeonato
- No fue necesario ya que el São Raimundo conquistó las dos fase del campeonato.

| Campeón Campeonato Roraimense 2018    |
| ------------------------------------- |
| Boa Vista                             |
| São Raimundo (9º título - 3º consec.) |

## Goleadores
| Jugador     | Club             | Goles |
| ----------- | ---------------- | ----- |
| Raí         | São Raimundo     | 6     |
| Alex        | GAS              | 6     |
| Thiago Pará | Real             | 5     |
| Mágson      | Atlético Roraima | 4     |
| Stanley     | Baré             | 4     |